# Deens voetbalelftal in 2000
Het Deens voetbalelftal speelde elf officiële interlands in het jaar 2000, waaronder drie duels in de kwalificatiereeks voor het WK voetbal 2002 in Japan en Zuid-Korea. De selectie stond onder leiding van de Zweedse bondscoach Bo Johansson, die na de EK-eindronde werd opgevolgd door oud-international Morten Olsen. Drie spelers kwamen in alle elf duels in actie: Jan Heintze, René Henriksen en Jon Dahl Tomasson.

## Balans
| Wedstrijden | Wedstrijden | Wedstrijden | Wedstrijden | Doelpunten | Doelpunten | Doelpunten | Punten |
| Gespeeld    | Winst       | Gelijk      | Verlies     | Voor       | Tegen      | Saldo      | Punten |
| ----------- | ----------- | ----------- | ----------- | ---------- | ---------- | ---------- | ------ |
| 11          | 3           | 3           | 5           | 11         | 17         | –6         | 0.818  |

## Interlands
|                                                               |                                    |       |                      |                                                                                    |
| 29 maart Vriendschappelijk № 639 «onderlinge duels» 20:00 uur | Portugal                           | 2 – 1 | Denemarken           | Estádio Municipal, Leiria Toeschouwers: 9.000 Scheidsrechter: John McDermott (IRL) |
| 29 maart Vriendschappelijk № 639 «onderlinge duels» 20:00 uur | Rui Costa 41' (pen.) Luís Figo 51' |       | 4' Jon Dahl Tomasson | Estádio Municipal, Leiria Toeschouwers: 9.000 Scheidsrechter: John McDermott (IRL) |

|                                                               |            |                       |        |                                                                           |
| 26 april Vriendschappelijk № 640 «onderlinge duels» 20:00 uur | Denemarken | 0 – 1                 | Zweden | Parken, Kopenhagen Toeschouwers: 28.491 Scheidsrechter: Alain Hamer (LUX) |
| 26 april Vriendschappelijk № 640 «onderlinge duels» 20:00 uur |            | 37' Jörgen Pettersson |        | Parken, Kopenhagen Toeschouwers: 28.491 Scheidsrechter: Alain Hamer (LUX) |

|                                                             |                                                   |       |                                              |                                                                            |
| 3 juni Vriendschappelijk № 641 «onderlinge duels» 20:00 uur | Denemarken                                        | 2 – 2 | België                                       | Parken, Kopenhagen Toeschouwers: 26.993 Scheidsrechter: Hellmut Krug (GER) |
| 3 juni Vriendschappelijk № 641 «onderlinge duels» 20:00 uur | Jon Dahl Tomasson 33' Peter Schmeichel 61' (pen.) |       | 51' (pen.) Lorenzo Staelens 73' Marc Wilmots | Parken, Kopenhagen Toeschouwers: 26.993 Scheidsrechter: Hellmut Krug (GER) |

| EK voetbal 2000 |
| --------------- |

|                                                              |                                                         |       |            |                                                                                    |
| 11 juni Euro 2000 Groep D № 642 «onderlinge duels» 18:00 uur | Frankrijk                                               | 3 – 0 | Denemarken | Jan Breydelstadion, Brugge Toeschouwers: 29.000 Scheidsrechter: Günter Benkö (AUT) |
| 11 juni Euro 2000 Groep D № 642 «onderlinge duels» 18:00 uur | Laurent Blanc 16' Thierry Henry 64' Sylvain Wiltord 90' |       |            | Jan Breydelstadion, Brugge Toeschouwers: 29.000 Scheidsrechter: Günter Benkö (AUT) |

|                                                              |                                                              |       |            |                                                                                 |
| 16 juni Euro 2000 Groep D № 643 «onderlinge duels» 20:45 uur | Nederland                                                    | 3 – 0 | Denemarken | Stadion De Kuip, Rotterdam Toeschouwers: 51.117 Scheidsrechter: Urs Meier (SUI) |
| 16 juni Euro 2000 Groep D № 643 «onderlinge duels» 20:45 uur | Patrick Kluivert 57' Ronald de Boer 66' Boudewijn Zenden 77' |       |            | Stadion De Kuip, Rotterdam Toeschouwers: 51.117 Scheidsrechter: Urs Meier (SUI) |

|                                                              |                                         |       |            |                                                                                           |
| 21 juni Euro 2000 Groep D № 644 «onderlinge duels» 20:45 uur | Tsjechië                                | 2 – 0 | Denemarken | Stade Maurice Dufrasne, Luik Toeschouwers: 18.000 Scheidsrechter: Gamal El Ghandour (EGY) |
| 21 juni Euro 2000 Groep D № 644 «onderlinge duels» 20:45 uur | Vladimír Šmicer 64' Vladimír Šmicer 67' |       |            | Stade Maurice Dufrasne, Luik Toeschouwers: 18.000 Scheidsrechter: Gamal El Ghandour (EGY) |

|  |  |  |  |  |  |  |  |  |

|                                                           |         |                                 |            |                                                                              |
| 16 augustus Nordic Cup № 645 «onderlinge duels» 19:45 uur | Faeröer | 0 – 2                           | Denemarken | Tórsvøllur, Tórshavn Toeschouwers: 6.478 Scheidsrechter: Jon Skjervold (NOR) |
| 16 augustus Nordic Cup № 645 «onderlinge duels» 19:45 uur |         | 56' Ebbe Sand 59' Brian Nielsen |            | Tórsvøllur, Tórshavn Toeschouwers: 6.478 Scheidsrechter: Jon Skjervold (NOR) |

|                                                                |                         |       |                                           |                                                                                    |
| 2 september WK-kwalificatie № 646 «onderlinge duels» 18:00 uur | IJsland                 | 1 – 2 | Denemarken                                | Laugardalsvöllur, Reykjavík Toeschouwers: 7.017 Scheidsrechter: Stéphane Bré (FRA) |
| 2 september WK-kwalificatie № 646 «onderlinge duels» 18:00 uur | Eyjólfur Sverrisson 10' |       | 26' Jon Dahl Tomasson 49' Morten Bisgaard | Laugardalsvöllur, Reykjavík Toeschouwers: 7.017 Scheidsrechter: Stéphane Bré (FRA) |

|                                                              |                 |       |                      |                                                                                     |
| 7 oktober WK-kwalificatie № 647 «onderlinge duels» 15:00 uur | Noord-Ierland   | 1 – 1 | Denemarken           | Windsor Park, Belfast Toeschouwers: 11.823 Scheidsrechter: Vitor Melo Pereira (POR) |
| 7 oktober WK-kwalificatie № 647 «onderlinge duels» 15:00 uur | David Healy 38' |       | 63' Dennis Rommedahl | Windsor Park, Belfast Toeschouwers: 11.823 Scheidsrechter: Vitor Melo Pereira (POR) |

|                                                               |               |       |                      |                                                                           |
| 11 oktober WK-kwalificatie № 648 «onderlinge duels» 19:15 uur | Denemarken    | 1 – 1 | Bulgarije            | Parken, Kopenhagen Toeschouwers: 39.847 Scheidsrechter: Oğuz Sarvan (TUR) |
| 11 oktober WK-kwalificatie № 648 «onderlinge duels» 19:15 uur | Ebbe Sand 73' |       | 82' Dimitar Berbatov | Parken, Kopenhagen Toeschouwers: 39.847 Scheidsrechter: Oğuz Sarvan (TUR) |

|                                                                  |                                           |       |                   |                                                                              |
| 15 november Vriendschappelijk № 649 «onderlinge duels» 20:00 uur | Denemarken                                | 2 – 1 | Duitsland         | Parken, Kopenhagen Toeschouwers: 17.664 Scheidsrechter: Fritz Stuchlik (AUT) |
| 15 november Vriendschappelijk № 649 «onderlinge duels» 20:00 uur | Dennis Rommedahl 56' Dennis Rommedahl 66' |       | 84' Mehmet Scholl | Parken, Kopenhagen Toeschouwers: 17.664 Scheidsrechter: Fritz Stuchlik (AUT) |

## FIFA-wereldranglijst
| JAN | FEB | MAR | APR | MEI | JUN | JUL | AUG | SEP | OKT | NOV | DEC |
| --- | --- | --- | --- | --- | --- | --- | --- | --- | --- | --- | --- |
| 11  | 12  | 12  | 12  | 13  | 13  | 16  | 18  | 18  | 20  | 24  | 22  |

## Statistieken
| Peter Schmeichel    | 1963-11-18 | Sporting Lissabon    | 10 | 0 | 1 | 128 | 1 |
| Thomas Sørensen     | 1976-06-12 | Sunderland AFC       | 1  | 0 | 0 |     |   |
| Verdediging         |            |                      |    |   |   |     |   |
| Jan Heintze         | 1963-08-17 | PSV Eindhoven        | 11 | 0 | 0 |     |   |
| René Henriksen      | 1969-08-27 | Panathinaikos        | 11 | 0 | 0 |     |   |
| Thomas Helveg       | 1971-06-24 | AC Milan             | 8  | 1 | 0 |     |   |
| Michael Schjønberg  | 1967-01-19 | 1. FC Kaiserslautern | 4  | 2 | 0 |     |   |
| Søren Colding       | 1972-09-02 | VfL Bochum           | 3  | 3 | 0 |     |   |
| Martin Laursen      | 1977-07-26 | Hellas Verona        | 2  | 2 | 0 |     |   |
| Jes Høgh            | 1966-05-07 | Chelsea              | 2  | 0 | 0 |     |   |
| Niclas Jensen       | 1974-08-17 | FC Kopenhagen        | 0  | 1 | 0 |     |   |
| Steven Lustü        | 1971-04-13 | AB Kopenhagen        | 0  | 1 | 0 |     |   |
| Middenveld          |            |                      |    |   |   |     |   |
| Brian Steen Nielsen | 1968-12-28 | AB Kopenhagen        | 8  | 2 | 1 |     |   |
| Stig Tøfting        | 1969-08-14 | Hamburger SV         | 7  | 2 | 0 |     |   |
| Thomas Gravesen     | 1976-03-11 | Everton              | 6  | 2 | 0 |     |   |
| Morten Bisgaard     | 1974-06-25 | Udinese              | 4  | 2 | 1 | 8   | 1 |
| Allan Nielsen       | 1971-03-13 | Watford              | 3  | 3 | 0 |     |   |
| Bjarne Goldbæk      | 1968-10-06 | Fulham               | 3  | 2 | 0 | 26  | 0 |
| Martin Jørgensen    | 1975-10-06 | Udinese              | 2  | 1 | 0 |     |   |
| Claus Jensen        | 1977-04-29 | Charlton Athletic    | 1  | 5 | 0 |     |   |
| Jan Michaelsen      | 1970-11-28 | AB Kopenhagen        | 0  | 3 | 0 |     |   |
| Per Frandsen        | 1970-02-06 | Bolton Wanderers     | 0  | 1 | 0 |     |   |
| Michael Johansen    | 1972-07-22 | AB Kopenhagen        | 0  | 1 | 0 |     |   |
| Aanval              |            |                      |    |   |   |     |   |
| Jon Dahl Tomasson   | 1976-08-29 | Feyenoord            | 11 | 0 | 3 |     |   |
| Ebbe Sand           | 1972-07-19 | Schalke 04           | 10 | 0 | 2 | 31  | 7 |
| Jesper Grønkjær     | 1977-08-12 | Chelsea              | 8  | 0 | 0 |     |   |
| Dennis Rommedahl    | 1978-07-22 | PSV Eindhoven        | 5  | 0 | 3 |     |   |
| Mikkel Beck         | 1973-05-12 | Lille OSC            | 1  | 2 | 0 |     |   |
| Miklos Molnar       | 1970-04-10 | Kansas City Wizards  | 0  | 3 | 0 |     |   |
| Marc Nygaard        | 1976-09-01 | Roda JC              | 0  | 1 | 0 |     |   |
| Henrik Pedersen     | 1975-06-10 | Silkeborg IF         | 0  | 1 | 0 |     |   |
| Søren Andersen      | 1970-01-31 | Odense BK            | 0  | 1 | 0 |     |   |